# Kasteel van Losange
Het Kasteel van Losange is een wit kasteel gelegen in het midden van het bos van het gehucht Losange, vlak bij het dorp Villers-la-Bonne-Eau, in de provincie Luxemburg.
Het kasteel is bekend sinds 1999, omdat het toebehoort aan graaf Patrick d'Udekem d'Acoz en zijn vrouw, de ouders van koningin Mathilde van België, echtgenote van koning Filip van België. Het is het kasteel waar koningin Mathilde haar jeugd doorbracht.